# Eokarcharia
Eokarcharia (Eocarcharia) – rodzaj teropoda z grupy  allozauroidów (Allosauroidea) żyjącego na terenie dzisiejszej Sahary około 112 milionów lat temu. Skamieniałości eokarcharii odkryła ekspedycja paleontologiczna do Nigru paleontologów Uniwersytetu w Chicago pod kierownictwem Paula Sereno. Od innych allozauroidów eokarcharię odróżniają m.in. trzy małe otwory w kości szczękowej i owalny guz nad okiem. Gatunek typowy rodzaju, Eocarcharia dinops, został opisany przez Paula Sereno i Stephena Brusattego na łamach „Acta Palaeontologica Polonica” w 2008 roku.
Sereno i Brusatte ocenili długość dorosłego osobnika na 6–8 metrów. Również Eddy i Clarke oszacowali, że Eocarcharia mogła dorastać do około 8 m, z czego 98 cm miałoby przypadać na czaszkę.
Według przeprowadzonej przez Sereno i Brusattego analizy kladystycznej Eocarcharia jest karcharodontozaurydem stanowiącym takson siostrzany dla znacznie większego północnoamerykańskiego akrokantozaura. Autorzy przyznali jednak, że przynależność eokarcharii do karcharodontozaurów będzie kwestią sporną dopóki nie zostanie odkryte więcej skamieniałości. Niektóre późniejsze badania potwierdziły przynależność do Carcharodontosauridae – w tym także jako taksonu siostrzanego dla akrokantozaura – lecz inne były mniej jednoznaczne i wykazały jedynie przynależność do Carcharodontosauria lub Allosauroidea.
Odnaleziono izolowane fragmenty czaszki pochodzące co najmniej od trzech osobników. Holotyp to lewa kość zaoczodołowa. Pozostały materiał to kolejna lewa kość zaoczodołowa, trzy niekompletne prawe kości zaoczodołowe, lewa kość szczękowa, fragment prawej i lewej kości szczękowej, lewa kość czołowa i przedczołowa, kość czołowo-ciemieniowa i pięć zębów.
Nazwa Eocarcharia oznacza dosłownie „wczesny rekin” – z greki eos – „świt”, „początek” i gr. karcharias – „rekin”, co odnosi się do bazalnej pozycji „rekinozębego” teropoda w kladzie Carcharodontosauridae. Nazwa gatunkowa dinops (z gr. „dzikooki”, „srogooki”) odnosi się natomiast do masywnej ornamentacji brwi nad okiem.